# Horgasszőrű denevér
A horgasszőrű denevér vagy horgasszőrű egérfülű-denevér (Myotis nattereri) az emlősök (Mammalia) osztályának a denevérek (Chiroptera) rendjébe, ezen belül a kis denevérek (Microchiroptera) alrendjébe és a simaorrú denevérek (Vespertilionidae) családjába tartozó faj.

## Előfordulása
Egész Európában megtalálható a Balkán és Skandinávia nagy része kivételével. Vannak előfordulási adatok Dél-Finnországból, Svédország és Norvégia déli területeiről is. Nagy Britanniától egészen Marokkóig, keleten Krímen, Kaukázuson, a Kopet-dagon keresztül Tadzsikisztánban, Palesztinában, Japánban, Koreában is élnek.
Nyílt parkokban, néha még városokban is, a hegyekben 2000 méterig. Elszórtan Magyarországon is megtalálható. Nyáron faodvakban, épületekben, télen barlangokban alszik.

## Alfajai
- Myotis nattereri nattereri
- Myotis nattereri tschuliensis

## Megjelenése
Testhossza 4,2–5 centiméter, farokhossza 3,2–4,3 centiméter, magassága 0,75–0,9 centiméter, alkarhossza 3,6–4,2 centiméter, testtömege pedig 5–10 gramm. Kézben tartva a farkvitorla szélén lévő, merev 1 milliméter hosszú, enyhén kampós szőrszálakról ismerhető fel. Háta sötét, hasa valamivel világosabb. A fülfedő vékony és hegyes, a fülhossz felén kissé túlér. A fülön 5–6 redő is található. A szárnyvitorla a hátsó lábujj kezdetéig ér; röptében világosnak tűnik.

## Életmódja

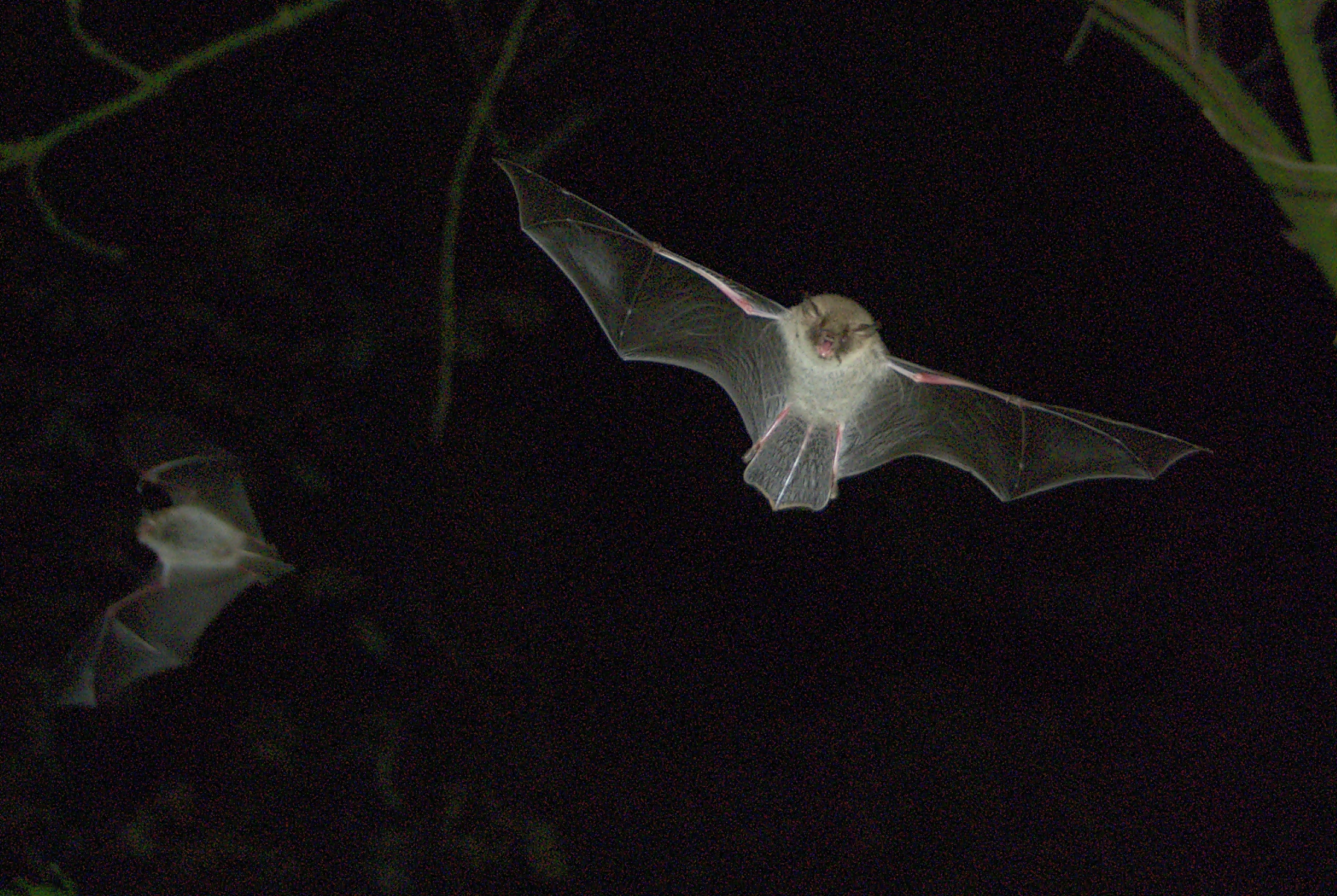

A horgasszőrű denevér hosszan vadászik, a kora esti óráktól késő délelőttig. A nagyobb repülések közben pihenőket is beiktat. Alacsonyan a föld felett vagy közepes magasságban (1-15 méter) száll, a fák között vagy a vizek fölött. Repülés közben farkát mereven lefelé tartja, testét pedig vízszintesen. Röpte hosszú, egyenletes, a más denevérekre egyébként jellemző hirtelen fordulások nála hiányoznak. A horgasszőrű denevér szívesen vadászik kis csoportokban is. A téli szállásként használt barlangokban a hőmérséklet ősszel 8-14 Celsius-fok, télen 6-10 Celsius-fok. Kedveli a bejáratuknál hideg barlangokat. Magánosan vagy kis csoportokban telel át, élőhelyéhez hűségesen ragaszkodik. Nyáron faodvakban 50-60 példány is összegyűlhet.
Tápláléka kis rovarok, köztük éjszakai lepkék, kétszárnyúak, valamint pókok, melyeket legtöbbször még röptében elfogyaszt. A kisebb rovarokat a levélről is lecsípi.

## Szaporodása
A megtermékenyülés tavasszal történik. A kölykezőszálláson több száz nőstény tartózkodik. A fiatalok 6-7 hét után önállóak.